# Максименко Василь Петрович
Васи́ль Петро́вич Макси́менко — генерал-майор Збройних сил України, учасник російсько-української війни.
Станом на вересень 2016 року — заступник начальника Головного управління Військової служби правопорядку Збройних Сил України.
Станом на грудень 2019 року — перший заступник начальника Головного управління Військової служби правопорядку.

## Військові звання
Генерал-майор — з 5 грудня 2019 року.

## Нагороди
За особисту мужність, сумлінне та бездоганне служіння Українському народові, зразкове виконання військового обов'язку відзначений — нагороджений
- 10 жовтня 2015 року — орденом Богдана Хмельницького III ступеня.